# Pink Floyd
A Pink Floyd 1965-ben, Cambridge-ben alakult angol rockegyüttes. Leginkább progresszív szerzeményeikről, effekt-kísérleteikről, művészi kidolgozású albumaikról, gondolatgazdag szövegeikről és lenyűgöző koncertjeikről váltak ismertté. A Pink Floyd az egyik legsikeresebb zenekar a rocktörténelemben, több mint 300 millió albumot adtak el világszerte, ebből 74,5 milliót csak az USA-ban.
Eleinte, az 1960-as évek végén, mérsékelt sikert értek el mint „tudattágító” együttes, a néhai Syd Barrett vezetésével. Barrett elviselhetetlen magatartása miatt távozni kényszerült a zenekarból, helyét David Gilmour vette át. A zenekar számos konceptalbumot vett fel, melyek igazi ékköve az 1973-ban megjelent The Dark Side of the Moon, az egyik legsikeresebb (legnagyobb példányszámban elkelt) s legnépszerűbb album a rocktörténelemben. 1985-ben Roger Waters megszűntnek nyilvánította a zenekart, bár a többi zenész tovább használta a nevet, új albumokat vett fel és turnéra is indultak. Végül megegyeztek: Waters engedélyezte a név használatát és legtöbb dalukat elő is adhatják.
Waters utoljára 2005. július 2-án, a Live 8 londoni koncertjén lépett színpadra korábbi zenésztársaival; ekkor gyűlt össze a Pink Floyd legnagyobb közönsége. 2006. február 3-án Gilmour a La Repubblica című olasz napilapnak adott nyilatkozatában azt állította, hogy a zenekar nem indul turnéra és új albumot sem jelentet meg, bár a tagok folytatják szólókarrierjüket és valószínű, hogy egymás albumain is játszanak majd. A Live 8-hez hasonló fellépés lehetőségét sem Gilmour, sem Nick Mason nem cáfolta.

## A zenekar története

### A Syd Barrett által vezetett évek: 1964–1968
A Pink Floyd egy 1964-ben alakult zenekarból formálódott ki, mely gyakran változtatta a nevét: Sigma 6, The Meggadeaths, The Screaming Abdabs és The Abdabs. A zenekar megszűnte után néhány tag – Bob Klose gitáros, Roger Waters basszusgitáros, Nick Mason dobos és a későbbi billentyűs Rick Wright, aki ekkoriban fúvósokon játszott – új zenekart alapított Tea Set néven. Röviddel megalakulásuk után csatlakozott hozzájuk Syd Barrett, aki a zenekar énekes-gitárosa lett. Amikor egy rendezvényen egy másik zenekar is fel akart lépni ezen a néven, Barrett The Pink Floyd Soundnak nevezte el a zenekart (két blues-zenész, Pink Anderson és Floyd Council után). Egy ideig mindkét nevet használták, de végül az új győzött. A Soundot elég hamar elhagyták, de a The még 1969-ig, a More című film zenéjének megjelenéséig használatban maradt. A korai időkben olyan R&B dalokat játszottak, mint a Louie, Louie, de hírnevet pszichedelikus interpretációikkal, hosszú improvizációikkal és űrbéli szólóikkal szereztek.
A jazzkedvelő Klose elhagyta a zenekart, hogy fényképész legyen, röviddel azelőtt, hogy felvételeket készítettek volna. Ekkor egyébként már stabil felállása volt a zenekarnak: Barrett gitározott és énekelt, Waters basszusgitározott, Mason dobolt, Wright pedig billentyűs hangszereken játszott. Barrett saját dalokat kezdett írni, melyekre az amerikai és a brit pszichedelikus rock hatott; ezeket saját, furcsa humorával elegyítette. A Pink Floyd hamar népszerűvé vált az underground köreiben, és olyan helyeken léphettek fel, mint az UFO klub, a Marquee Club és a Roundhouse. Ahogy népszerűségük nőtt, 1966 októberében megalapították a Blackhill Enterprisest. Ez egy hattagú üzleti társulás volt menedzsereikkel, Peter Jennerrel és Andrew Kinggel, melyet két kislemezük, az Arnold Layne (1967. március) és a See Emily Play zeneipar kritikai  (1967. június) kiadására hoztak létre. A kislemezek nagy-britanniai listáján az Arnold Layne a 20., a See Emily Play a 6. helyezést érte el. Az utóbbival a zenekar lehetőséget kapott első TV-s szereplésére a Top of the Pops-ban, 1967 júliusában.
1967 augusztusában megjelent első nagylemezük, a The Piper at the Gates of Dawn, melyet a brit pszichedelia egyik gyöngyszemének tartanak. (Eredetileg Projection lett volna a címe). Az album dalai – melyeket túlnyomórészt Barrett írt – költői szövegeket és eklektikus zenét ötvöznek, az avantgárd, szabad formájú Interstellar Overdrive-tól az egyedi hangzású dalokig, mint amilyen a The Scarecrow, amit a Fenlands (Cambridge északi részének vidékies területe) inspirált. A dalszövegek gyakran szürreálisak és gyakran a folklór hagyományaiból építkeznek, mint például a The Gnome. A felvételek alatt egészen új technológiákat alkalmaztak és kihasználták a sztereó hangkép szinte minden lehetőségét.
Az album Nagy-Britanniában vitathatatlanul sikeres volt (a 6. helyig jutott), Amerikában viszont nem talált számottevő érdeklődésre (131. hely). Ezalatt a zenekar Jimi Hendrixszel turnézott, ezzel is növelve népszerűségét.

#### Syd Barrett hanyatlása
Ahogy a zenekar egyre sikeresebb lett, a turné okozta stressz és a mérhetetlen LSD-fogyasztás megtette hatását Barretten. Sokak szerint azonban a skizofréniának is szerepe lehetett benne, melynek elhatalmasodását az LSD csak segítette. 1968 januárjában csatlakozott a zenekarhoz David Gilmour gitáros, hogy helyettesítse Barrettet, akinek pár hónapja eléggé leromlott a mentális állapota. Ahogy Barrett viselkedése egyre kiszámíthatatlanabbá, és LSD fogyasztása majdhogynem állandóvá vált, személyisége egyre instabilabb lett. Gyakran csak maga elé bámult, míg a többiek játszottak, vagy pedig órákon át egyetlen hangot játszott folyamatosan, néha pedig egészen elhangolta gitárját. A zenekar egyre rosszabb műsorokat adott, amíg Barrettet ki nem tették. Azt akarták, hogy továbbra is ő írja a dalokat, de ne lépjen fel velük. Barrett viszont képtelen volt új dalokat írni; egyik új szerzeményét, a Have You Got It-et mindig máshogy játszotta el. A zenekar végül feladta a próbálkozást. 1968 áprilisában Barrett hivatalosan is kivált. Jenner és King vele maradt, ezzel a Blackhill Enterprises feloszlott. A zenekar új menedzsere Steve O’Rourke lett, egészen 2003-ban bekövetkezett haláláig.
Barrettnek 1970-ben két szólóalbuma jelent meg, melyek felvételében a Pink Floyd tagjai is segítettek. Ezután abbahagyta a zenélést, visszament Cambridge-be, ahol édesanyja házában élt. 2006. július 7-én cukorbetegségének komplikációi miatt hunyt el.

### Talpraállás: 1968–1970
Ez az időszak a zenei kísérletezésé volt. Gilmour, Waters és Wright műveinek megvolt a szerzőkre jellemző hangulata, hangzása, így ezek nem annyira egyöntetűek, mint a Barrett idején írt dalok, vagy a későbbi, együtt szerzett darabok. Waters leginkább visszafogott, dzsesszes dalokat írt, melyekben a basszus dominál, szövegük pedig összetett, szimbolikus. Gilmour gitárközpontú blues-jameket, Wright pedig pszichedelikus hangzású, billentyűs hangszerekre épülő zenét játszott. Watersszel ellentétben ők az egyszerű dalszövegeket és az instrumentális zenét részesítették előnyben. A leginkább kísérletező darabok ebből az időszakból származnak. Kiváló példa erre az A Saucerful of Secrets, melyben mindenféle hang, feedback (visszacsatolás) és szalagos effektek hallhatóak; a Several Species of Small Furry Animals Gathered Together in a Cave and Grooving with a Pict nagyrészt felgyorsított beszédből áll, mely rágcsálók és madarak hangját utánozza, csúcspontja pedig egy skót dialektussal elmondott monológ. A Careful with That Axe, Eugene (több címe is volt) egy basszus- és orgonaközpontú jam, melynek legismertebb része Waters ordítása.
1968 júniusában A Saucerful of Secrets címmel megjelent második nagylemezük. Amíg az első albumot szinte teljes egészében Barrett írta, addig másodikon már csak egy dalt jegyzett, a Jugband Blues-t. A lemez Nagy-Britanniában a 9. helyig jutott, de ez a Pink Floyd egyetlen olyan albuma, amely nem került fel az amerikai listákra. Furcsamód Barrett távozása után is erős maradt a pszichedelikus hatás, de teret nyert már az a kísérleti zene is, amely az Ummagummán vált uralkodóvá. Legfontosabb része a 12 perces címadó dal – megjelenése idején a kritikusoknak nem tetszett, de ma már sokkal kedvezőbben ítélik meg. A következő albumok már a hosszabb kompozíciókon alapultak, minden albumon egyre összetettebb szövegekkel.
Barbet Schroeder filmrendező felkérte a zenekart, hogy írjon zenét More című filmjéhez, melyet 1969 májusában mutattak be. A filmzenét tartalmazó nagylemez saját nevük alatt jelent meg 1969 júliusában, Music From the Film More címmel. Ehhez és a későbbi filmzenékhez gyakran olyan dalokat vettek fel, melyeket nem akartak „saját” albumon kiadni. A More legtöbb dala akusztikus folk-dal. Ezek közül kettő, a Green is the Colour és a Cymbaline a koncertek állandó darabja lett, és a The Man and the Journey című színpadi műsorban is helyet kapott. A Cymbaline volt az első olyan dal, amelyben Roger Waters a zeneipar visszásságairól írt. Az album többi része csak kísérőzene (több dal szintén szerepelt a The Man and the Journey-ben), néhány rockosabb dallal, mint amilyen a The Nile Song.
Következő albumuk, a dupla Ummagumma koncertfelvételek és szabad kísérletezés keveréke. Mind a négyen kaptak egy fél oldalt, hogy azt csináljanak, amit akarnak (Nick Mason felesége fuvolán játszott). Bár a végén élő felvételek és a négy zenész saját dalai kerültek az albumra, az eredeti terv az volt, hogy egy teljesen avantgárd művet vesznek fel mindenféle „talált” hangszerrel. Ezt a munkát a felvételi problémák és a pontos szervezés hiánya miatt hagyták félbe. A cím egy cambridge-i szlengben közösülést jelent. A stúdióalbum erősen kísérletező: hallható rajta Waters Grantchester Meadows című folkos dala, a nehézkes, diszharmonikus Sysyphus, elkalandozó progresszív rock (The Narrow Way) és hosszú dobszóló (The Grand Vizier's Garden Party). Ezek nagy része a The Man and the Journey című műsorban is szerepelt. A koncertalbumon korábbi pszichedelikus szerzeményeik hallhatók, és ezek hatására a kritikusok sokkal jobbnak tartották az Ummagummát az előző két albumnál. A dupla album a Floyd addigi legnépszerűbb albuma lett: Nagy-Britanniában az 5., Amerikában a 74. helyig jutott.
1970-es nagylemezük, az Atom Heart Mothert – először ezen hallható nagyzenekar – az angol avantgárd zeneszerzővel, Ron Geesinnel együttműködve készítették el. Az album egyik oldalán volt a címadó 23 perces rock-szimfonikus szvit. A második oldalon minden dalszerzőtől egy dal hallható (Roger Waterstől a folkos If, Richard Wrighttól a nosztalgikus Summer '68, David Gilmourtól a bluesos Fat Old Sun. Az albumot még egy hosszabb darab, az Alan's Psychedelic Breakfast zárja. Ez egy kollázs, amelyben Alan Stiles, a zenekar roadja reggelit készít és megeszi, majd a konyhában feltakarít. A három részt zenés átmenetek kötik össze. A zenét kísérő hangeffektek és beszéd később jelentős szerepet kapott a Floyd zenéjében. Bár megjelenése idején nagy visszalépésnek és megfoghatatlannak tartották, néhány év múlva a legsikeresebb művük lett: Nagy-Britanniában az 1., Amerikában az 55. helyet szerezte meg. Ennek ellenére Gilmour szerint csak „egy rakás szemét”, Waters szerint pedig „nagyon jó, főleg arra, hogy kidobják a szemétbe, és soha többé senki se hallgassa meg!” Ez az átmeneti darab kijelölte további zenéjük irányát, főleg az Echoes című dallal. Az album sikere nyomán kapott lehetőséget a zenekar első amerikai turnéjára. Mielőtt megjelent volna következő, új dalokat tartalmazó albumuk, kiadták a Relics című válogatást, amin régi kislemezdalok között egyetlen, addig kiadatlan dal, Waters Biding My Time-ja szerepelt (szintén a The Man and the Journey része volt, az Ummagumma idején vették fel). Filmzenét is írtak Michelangelo Antonioni Zabriskie Point című, 1970-es filmjéhez (amelyben más zenekarok is hallhatóak).

### Az áttörés kora: 1971–1975
Ebben az időszakban a Pink Floyd végleg szakított a pszichedeliával (és Barrettel), és egy különleges zenekarrá vált, amit nehéz egyetlen skatulyába besorolni. A három dalszerző, Waters, Gilmour és Wright stílusának elegyedése egy különleges, egyedi hangzást eredményezett. Ebben a korszakban készült az a két album, melyet sokan a zenekar legjobbjainak tartanak: a The Dark Side of the Moon és a Wish You Were Here. A zenekar hangzása letisztult, a zenészek teljesen együttműködtek: Waters egyedülálló basszusszólamai és filozofikus szövegei, Gilmour bluesos gitárjátéka és Wright könnyed stílusa egyaránt teret nyert. A korszak vezető énekese Gilmour volt, a zenekar dalaihoz pedig a kórusok és Dick Parry szaxofonos is sokat tett hozzá. A korai, néha atonális, nyers hangzás helyett a zene egyenletesebb, érettebb és megnyugtatóbb lett. A hosszú, epikus kompozíciók csúcspontja az Echoes. A korszak nem csak a komoly együttműködés kezdetét, hanem a végét is jelentette; 1975 után Waters a zene és a szövegek terén egyre diktatórikusabb lett. Wright ekkor énekelt és vett részt a dalszerzésben utoljára (az 1994-es The Division Bellig), Gilmour pedig egyre kevesebb lehetőséget kapott a szerzői közreműködésre, egészen Waters 1985-ös kiválásáig. Az utolsó szálat, ami Barretthez kötötte őket, a Wish You Were Here „vágta el”. A Shine on You Crazy Diamond búcsúztató és egyben tisztelgés barátjuk előtt.
1971-es Meddle című albumukon a hangzás még összetettebbé vált, a 23 perces Echoes az egész második oldalt elfoglalta. Az Echoes egy átlagos progresszív rockdal hosszú gitár- és billentyűs szólókkal, a középrészben pedig cetek (amit gitárral csináltak) és sirályok hangja hallható; Waters szerint az egész olyan, mint egy „hangos vers”. Nick Mason szerint a Meddle „az első igazi Pink Floyd-album. Ez volt az első olyan téma, amihez visszatérhettünk.” A hangzás hasonló volt a korszak többi albumához, és a nagyzenekart is elhagyták, ami előző albumukon meghatározó volt. Az album első dala a One of These Days ( részlet), mely a koncertek szerves részévé vált; Nick Mason mindössze egy sort énekel benne („One of these days, I'm going to cut you into little pieces”). A zene egyszer csak gyors vibrálásba megy át, mely egy ponton a Doctor Who című sorozat főcímzenéjét idézi. A Fearless jó példa a következő három album kiérlelt hangzására. Ez és a "Pillow of Winds" a country hatását tükrözi, az utóbbi egyike a Floyd kevés akusztikus szerelmes dalának. Waters posztja mint vezető szövegíró kezdett formát ölteni, dzsesszes San Tropez című dalát szinte készen vitte a stúdióba. A Meddle mind a kritikusok, mind a rajongók tetszését elnyerte, Nagy-Britanniában a 3., az USA-ban viszont csak a 70. lett. Mason szerint ennek az az oka, hogy a Capitol Records nem reklámozta az albumot. Manapság ez a Pink Floyd egyik legnépszerűbb munkája.
1972-es albumuk, az Obscured by Clouds újabb filmzene, mely Barbet Schroeder La Vallée (A völgy) című filmjéhez készült. Ez volt a zenekar első albuma, mely az amerikai Top 50-be került (46. lett). Nagy-Britanniában a 6. helyezést érte el. Mason néhány évvel később szenzációsnak nevezte, de a kritikusok nem így gondolták. Waters először a Free Four (ez volt első daluk, melyet az amerikai rádiók gyakran játszottak) szövegében tesz említést az apjáról, aki a második világháborúban halt meg; a téma későbbi albumaikon még előkerült. A Wots…uh, the Deal és a Childhood's End is érint olyan témákat, melyekkel később is foglalkoztak: előbbi a magányról és a kétségbeesésről szól (ezek a Roger Waters vezette években bontakoztak ki), utóbbit pedig Arthur C. Clarke azonos című regénye ihlette, az élet, a halál és az idő témáját boncolgatja. 15 évig ez volt Gilmour utolsó saját dalszövege. Az album stílusa némileg eltért az előzőétől: a dalok rövidebbek, gyakran egy pasztorál hangulatát idézik, néha pedig folk-rockba, blues-rockba vagy zongorára épülő soft rockba mennek át (ezekre jó példa a Burning Bridges, a The Gold It's in the… és a Stay).

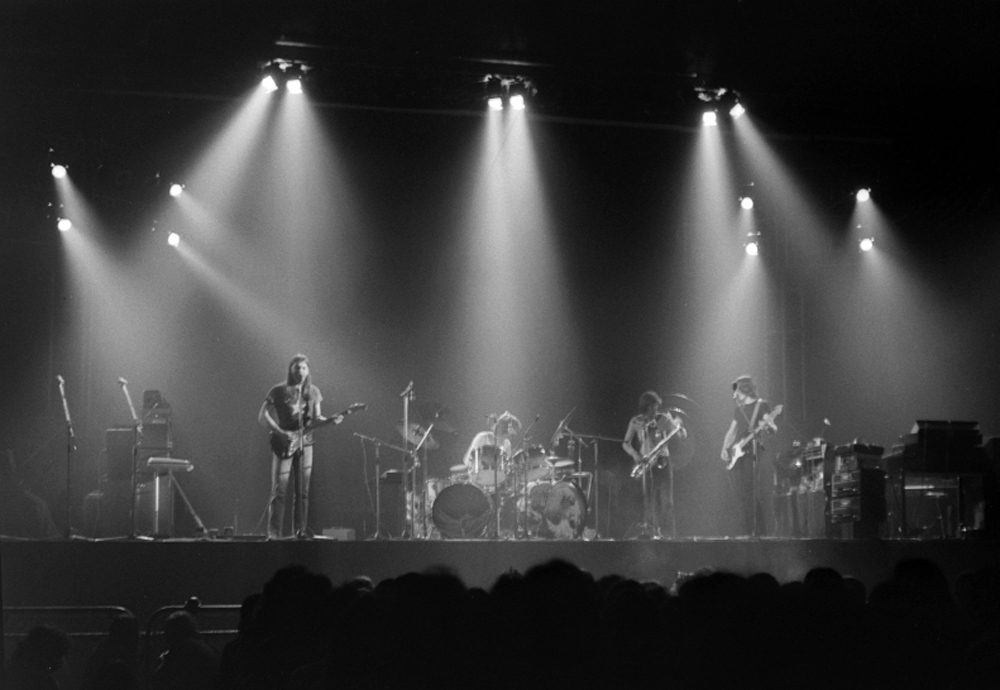
Pink Floyd, 1973

Az 1973-as The Dark Side of the Moon megjelenése valódi fordulópont volt a zenekar történetében. Utolsó kislemezük a Point Me at the Sky volt 1968-ban, de nem is akartak kifejezetten slágerzenét írni. Ennek ellenére a Dark Sideról egy Top 20-as kislemez is megjelent, a Money. Az albummal megszerezték első listavezető helyezésüket az USA-ban, melynek nyomán korábbi munkáik iránt is megnőtt az érdeklődés. A kritikusok által sokra becsült album példátlanul hosszú ideig, 741 hétig (1976 és 1988 között 591 egymást követő héten át) volt a Billboard Top 200-as listáján, mellyel rekordot állítottak fel, a Dark Side pedig minden idők egyik legnépszerűbb albuma lett. A brit listákon 301 hétig szerepelt, de sosem érte el az 1. helyet (2. volt).
A női vokál és a szaxofon szerves részét képezi az album hangzásvilágának, utóbbi a dzsessz hatását tükrözi. A pedálos steel gitárra (Breathe) és női énekhangra (The Great Gig in the Sky) épülő dalokat olyan rockosabb dalok foglalják keretbe, mint a Time és a Money. A minimalista On the Run-ban szinte csak szintetizátorral létrehozott hangok hallhatóak. A zene közben gyakran hallhatóak véletlenszerű hangeffektek és beszédfoszlányok (a stúdióban tartózkodó embereket interjúvolták meg). A dalok szövege és a zene a mindennapi életben ránk nehezedő nyomást próbálja visszaadni. Ez a koncepció (amit Waters Masonék konyhájában vetett fel) igazi katalizátornak bizonyult, és egy listát állítottak össze a témákról. Ezek közül több későbbi albumokon is visszatért: az Us and Them az erőszakról és a háborúk hiábavalóságáról, a Brain Damage pedig az őrületről és a skizofréniáról szól. A precíz és bonyolult hangzás, amit Alan Parsons hangmérnök segítségével hoztak létre, mértékadónak bizonyult a következő években, és a zenekar hangzásvilágát is meghatározta. Nem utolsósorban pedig ennek is szerepe volt az album kereskedelmi sikerében (a vájt fülű vásárlók rendszeresen pótolták elhasznált albumaikat).
Hogy még többet profitáljanak az újonnan jött hírnévből, megjelentették az A Nice Pair című albumot, mely első két albumuk új kiadása. Adrian Maben filmrendező ebben az időben adta ki a Pink Floyd első koncertfilmjét, a Live at Pompeiit. A film a zenekar egy 1971-es koncertjét mutatja be, amit a pompeii amfiteátrumban vettek fel, közönség nélkül (csak a stáb és a zenekar személyzete volt ott). Később a rendezői változat DVD-n is megjelent, melyben interjúk és filmfelvételek láthatóak a The Dark Side of the Moon felvételeiről is.
Az 1975-ben megjelent Wish You Were Here a hiányról szól, mégpedig két nézőpontból: az emberség hiányáról a zeneiparban, de leginkább Syd Barrett hiányáról. A klasszikus címadó dal mellett ezen hallható a monumentális, legnagyobbrészt instrumentális, kilencrészes Shine on You Crazy Diamond ( részlet), ami tisztelgés Syd Barrett előtt, szövege pedig világosan utal Barrett egészségének leromlására és ennek következményeire. A korábbi évek zenei hatásai itt együtt szerepelnek – Wright atmoszferikus játéka, bluesos gitárszólók, szaxofonszólók (Dick Parrytől), dzsessz-fúziós megoldások és a slide gitár fontossága – minden részben más és más, az utolsó rész pedig gyászzene, szintetizált kürtökkel. A másik két dal, a Welcome to the Machine és a Have a Cigarek közül több későbbi albumokon a zeneipar kritikája; utóbbit Roy Harper brit folkénekes énekli. Ez volt az első Pink Floyd-album, mely az Atlanti-óceán mindkét partján 1. helyezést ért el. A kritikusok szerint épp olyan jó, mint a The Dark Side of the Moon.
Egy híres anekdota szerint miközben a Shine on You Crazy Diamond keverését hallgatták meg, egy elhízott, teljesen kopasz, szemöldök nélküli ember ment a stúdióba. Nem tudták, ki lehet, míg egyikük hirtelen fel nem ismerte: Syd Barrett volt. Nagyon örültek neki, de Gilmour esküvői partija alatt (ami aznap volt a stúdió büféjénél) eltűnt. Ez volt az utolsó alkalom, hogy találkoztak vele. Gilmour a közelmúltban megerősítette a történetet, de arra nem emlékezett, hogy melyik dalon dolgoztak akkor. A szemöldökborotválás a The Wall filmváltozatában is szerepelt.

### A Roger Waters által vezetett évek: 1976–1985
Ebben az időszakban Roger Waters vezető szerepe hihetetlenül megerősödött. Wright hatása elvesztette jelentőségét, a The Wall felvételei idején pedig Waters ki is rúgta a zenekarból. A zene másodlagossá vált, a hangsúly a dalszövegekre helyeződött, melyek két legfontosabb témája Waters apjának halála a második világháborúban, illetve Waters egyre cinikusabb véleménye az olyan politikusokról, mint Margaret Thatcher és Mary Whitehouse. Bár a zene még mindig megfelelően árnyalt és kidolgozott volt, a billentyűs hangszerek és a szaxofon rovására egyre gitárközpontúbbá vált, pedig azok korábban (a különleges effektekkel együtt) a zene szerves részei voltak. A szimfonikus nagyzenekar (nagyobb, mint ami az Atom Heart Motheren hallható) fontos szerepet játszik a The Wallon és a The Final Cuton.
1977 januárjában jelent meg Animals című albumuk (Nagy-Britanniában 2., Amerikában 3. lett). Ekkoriban zenéjüket sorozatosan kritizálták a punk hívei, mivel túl mesterkéltnek, avíttasnak tartották; hiányolták belőle a korai rock and roll egyszerűségét. Ezért az Animals zenéje sokkal gitárközpontúbb volt, mint az előző albumoké, köszönhetően a punk mozgalom hatásának és annak, hogy ezt a lemezt már a Pink Floyd saját (részben még befejezetlen) stúdiójában, a Britannia Row Studiosban vették fel. Ez volt az első olyan album, amelyre Richard Wright egy dalt sem írt. Az Animalsen is hosszabb dalok szerepeltek, és egy-egy adott témát jártak körül. Az alapötletet George Orwell Állatfarmjából vették: a kutya, a disznó és a birka metaforájával mutatták be a kor társadalmát. A gitár előtérbe kerülése ellenére a billentyűs hangszerek és a szintetizátorok még mindig fontos szerepet játszanak az album hangzásában, de a női vokál és a szaxofon teljesen hiányzik belőle. A hard rockhoz közelebb álló eredményt egy csendes, akusztikus dal két része foglalja keretbe. Sok kritikus unalmasnak és ridegnek tartotta az albumot, míg mások épp ezekért dicsérték. A borítón lévő képhez egy óriási felfújható disznót kötöttek ki a Battersea Power Station (egy erőmű London külvárosában) kéményei közé, amit végül a szél magával ragadott, így a borítón egy montázs látható. A felfújható disznóból a zenekar egyik védjegye és a turnék állandó „szereplője” vált.
1979-ben megjelent a Pink Floyd negyedik koncept albuma, második dupla albuma és első „rockoperája”, a The Wall. Témája a magányosság és a kommunikáció hiánya. Ez Waters azon gondolatából fejlődött ki, hogy egy metaforikus falat akart emelni maga és közönsége közé. Az album sikere nyomán újra a figyelem középpontjába kerültek, és kiadták első és egyetlen listavezető kislemezüket, az Another Brick in the Wall, Part II-t. A albumon szerepelt két koncertkedvenc, a Comfortably Numb és a Run Like Hell; előbbi a rádiók (és az album) egyik legnépszerűbb dala lett.
Az album társproducere Bob Ezrin, Roger Waters egyik barátja volt, akivel a The Trial című dalt írta, és akitől a zenekar később eltávolodott („nem tartotta a száját az albumról”). Az albumon végzett hangmérnöki teljesítményéért James Guthrie Grammy-díjat kapott 1980-ban. Waters az Animals idején tapasztalhatónál is nagyobb mértékben erőszakolta zenésztársaira elképzeléseit, ezért gyakran került szembe velük. A zene még inkább közelített a hard rockhoz, bár a nagyzenekar a korábbi éveket idézte, és néhány nyugodtabb dal is hallható (Goodbye Blue Sky, Nobody Home). Wright munkája minimális volt, végül Waters ki is rúgta a zenekarból, a koncerteken pedig fizetett zenészként játszott. A sors fintora, hogy négyük közül csak számára voltak nyereségesek az előadások, mivel a felszerelés és a kellékek költségeit a többieknek kellett állniuk.
Bár sosem került a brit listák élére (3. lett), 1980-ban Amerikában 15 hetet töltött a listák élén. A kritikusok dicsérték, és világszerte több mint 30 millió darabot adtak el belőle. A Led Zeppelin című albumával egyetemben minden idők harmadik legtöbb példányban eladott albuma az USA-ban és a legtöbb példányban eladott album az 1970-es évekből. Egyedül itt 11,5 millió darabot adtak el belőle, így az RIAA döntése értelmében 23-szoros platinalemez. Ezzel az albummal a Beatles után a Pink Floyd lett a második olyan zenekar, amelynek egy évtizeden belül két albumából is a legtöbbet adták el az adott évben (1973-ban és 1980-ban).
1982-ben mutatták be a Pink Floyd: A fal című filmet, melynek alapjául a The Wall szolgált. A filmben az album majdnem összes dala szerepelt. A film forgatókönyvét Waters írta, Alan Parker rendezte, a sokszor meglepő animációkat az angol Gerald Scarfe készítette. A főszereplő a Boomtown Rats akkori frontembere, Bob Geldof volt. Az USA-ban több mint 14 millió dollár hasznot hozott az alkotóknak. Egy dal, ami a filmben hangzott el először – a When the Tigers Broke Free – korlátozott példányszámú kislemezként is megjelent. A dal az Echoes: The Best of Pink Floyd dupla válogatásalbumon és a The Final Cut új kiadásain vált széles körben elérhetővé. A filmben szerepel még a What Shall We Do Now? című dal, ami egyszerűen nem fért rá a The Wallra. A filmben nem hangzik el a Hey You és a The Show Must Go On.
1983-ban megjelent a The Final Cut, amit Waters apjának, Eric Fletcher Watersnek ajánlott. Hangulata sötétebb, mint a The Wallé és felidézett néhány korábbi témát, de újakkal is foglalkozott: Waterst dühítette a falklandi háború, amiért a politikusokat tette felelőssé (The Fletcher Memorial Home). Cinizmussal vegyes félelemmel latolgatta egy atomháború esélyeit (Two Suns in the Sunset). Richard Wright nem vett részt a felvételeken, ezért a billentyűs hangszereken Michael Kamen és Andy Bown játszott.
Bár a Pink Floyd albumaként jelent meg, a borítón nem volt felirat, belül pedig ez állt: „The Final Cut – Rekviem a háború utáni álomért, írta: Roger Waters, előadja: a Pink Floyd”. A koncepció teljes egészében Watersé, zenéje és megjelenése is későbbi szólóalbumainak „prototípusa”. Waters azt mondta, felajánlotta, hogy szólóalbumként jelenteti meg, de a többiek ezt nem akarták. Nick Mason könyvében viszont azt írja, hogy sosem beszéltek erről. Gilmour arra kérte Waterst, hogy várjanak egy évet az album megjelentetésével, mert ő is szerette volna hozzátenni a saját ötleteit, de Waters elutasította. A zene hasonlít a The Wallhoz, de valamivel csendesebb, nyugodtabb annál; az Another Brick in the Wall, Part II helyett a Nobody Home-típusú dalok hallhatóak rajta. Egyes zenei témái többször ismétlődnek. A Floyd korábbi albumaihoz képest a The Final Cut csak mérsékelt sikert aratott (a brit listákon 1., Amerikában 6. lett), de a kritikusok kedvezően fogadták. Csak egy kisebb sláger volt rajta, a "Not Now John" (ez az egyetlen, amelyben Gilmour is énekel). Waters és Gilmour ellenségeskedése odáig fokozódott, hogy már sosem voltak egyszerre a stúdióban. Gilmour levetette a nevét a közreműködők névsoráról, mert Waters néhány döntésével nem értett egyet (de a jogdíjakat megkapta). Nem volt turné, de Waters több dalt is játszott az albumról saját koncertjein.

### A David Gilmour által vezetett évek: 1987–1995
1985 decemberében Waters bejelentette, hogy kiválik a Pink Floydból, a zenekart pedig „kreatív időpocsékolásnak” nevezte, de Gilmour és Mason 1986-ban új album felvételébe kezdett. Ezzel egy időben Waters második szólóalbumán, a Radio K.A.O.S.-on dolgozott. Waters beperelte korábbi zenésztársait, mert szerinte nem használhatták volna a „Pink Floyd” nevet, de Gilmour és Mason úgy gondolta, megvannak a törvényes jogaik a név használatához. Végül peren kívül megegyeztek.
Miután sok cím eszükbe jutott és a legtöbbet elvetették, az új album 1987-ben A Momentary Lapse of Reason címmel jelent meg (UK #3, US #3). Waters majdnem másfél évtizeden át volt a zenekar fő dalszerzője, így most külső segítséget kellett igénybe venni. Mivel a Pink Floyd korábban sosem folyamodott ilyesmihez (kivéve Geesin és Ezrin közreműködését), sokan nemtetszésüknek adtak hangot. Ezrin – aki időközben tisztázta Gilmourral való nézeteltéréseit – amellett, hogy az album társproducere volt, a dalszerzésben is részt vett. A felvételek vége felé Wright is visszatért, először fizetett zenészként, majd a turnét követően újra hivatalos tagként.
Gilmour később elárulta, hogy Mason sem játszott túl sokat az albumon. Wright és Mason korlátozott részvétele miatt több kritikus szerint az A Momentary Lapse of Reason inkább Gilmour szólóalbuma, ugyanúgy, ahogy a The Final Cut Watersé.
1988-ban a világ körüli turné long islandi koncertjeinek anyagát felhasználva megjelent a Delicate Sound of Thunder című dupla koncertalbum és film. Később néhány instrumentális dalt vettek fel a La Carrera Panamericana című filmhez, ami egy mexikói autóversenyt mutat be. A versenyen Gilmour és Mason is indult, melynek során Gilmour és navigátora, Steve O’Rourke balesetet szenvedett. O’Rourke-nak eltört a lába, de Gilmour néhány karcolással megúszta az esetet. A dalok azért is érdekesek, mert Wright és Mason is részt vett megírásukban.
1992-ben jelent meg a Shine On című díszdobozos kiadás. A kilencalbumos gyűjtemény részei a következők: A Saucerful of Secrets, Meddle, The Dark Side of the Moon, Wish You Were Here, Animals, The Wall (dupla album) és az A Momentary Lapse of Reason. A kiadásban szerepelt egy igazi különlegesség is, a The Early Singles. A csomagolás lehetővé tette, hogy az albumok függőlegesen egymás mellett állhassanak, így azok gerincén a The Dark Side of the Moon borítóképe rajzolódott ki. A CD-ken nagyon halványan a „The Big Bong Theory” felirat volt olvasható. Ugyanebben az évben jelent meg Roger Waters Amused to Death című albuma.
A zenekar következő albuma, az 1994-es The Division Bell sokkal inkább tekinthető közös munka eredményének, mint a Momentary Lapse; Wright ismét hivatalos tagja volt a Pink Floydnak, ráadásul a dalszerzésből is komolyan kivette a részét. A rajongók és a kritikusok kedvezőbben fogadták, mint a Lapset, bár sokan unalmasnak és túl szabályosnak tartották. A Wish You Were Here után ez volt a második Pink Floyd-album, mely az Atlanti-óceán mindkét partján listavezető lett.
A The Division Bell újabb koncept album, melyen Gilmour azokkal a témákkal foglalkozik, mint Waters a The Wallon. A címet Gilmour barátja, Douglas Adams javasolta. Gilmour a dalszövegek nagy részét élettársával, Polly Samsonnal írta, akit nem sokkal az album megjelenése után feleségül vett. A zenészek nagy része már az A Momentary Lapse of Reason turnéján is részt vett, hozzájuk csatlakozott Dick Parry szaxofonos. Anthony Moore – aki már a Lapsere is írt szövegeket – írta a szöveget Wright Wearing the Inside Out című dalához, melyen 1973 óta először Wright énekel. Wright és Moore később újra együtt dolgozott, Wright 1996-os, Broken China című albumán.
1995 júniusában Gilmourék újabb koncert albumot adtak ki. A P•U•L•S•E az előző koncert albumukhoz hasonlóan dupla lemez, amely hanganyagát a The Division Bell turnén vették fel Londonban, Rómában, Hannoverben és Modénában. A koncerteken elővették a The Dark Side of the Moon anyagot.
A turnén csatlakozott a zenekarhoz Dick Parry szaxofonos, aki a hetvenes években több meghatározó dalban is hallható: Money, Us and Them, Shine on You Crazy Diamond, valamint Jon Carin billentyűs is, aki Roger Waters világ körüli turnéin is játszott.
A P•U•L•S•E koncert 2006-ban DVD-n is megjelent, amin az 1994. október 20-i koncert látható, melyet a londoni Earl's Court-ban vettek fel. A DVD és a CD hanganyaga némileg különbözik egymástól: a DVD-n nem szerepel az Astronomy Domine, a What Do You Want From Me, a Hey You, valamint a Great Day For Freedom, ugyanakkor helyet kapott a Take It Back és a One of These Days, valamint számos extra.

### Szóló munkák és más dolgok: 1995-től napjainkig
1996. január 17-én a Floydot ünnepélyesen beavatta a Rock and Roll Hall of Famebe, a rock and roll hírességek csarnokába Billy Corgan a The Smashing Pumpkins frontembere. A ceremónián Waters nem volt jelen.
2000-ben megjelent a The Wall élő koncert kiadása az Is There Anybody Out There? The Wall Live 1980-81, melyen az 1980-1981-es londoni koncerteken felvett anyag hallható. Az amerikai albumok listáján #19. helyezést ért el. 2001-ben egy dupla válogatáslemez jelent meg a Floyd legismertebb számaiból. A válogatást Gilmour, Mason, Waters és Wright közösen állította össze. Az Echoes: The Best of Pink Floyd mind az Egyesült Királyságban, mind az USA-ban 2. helyezést ért el az eladási listákon.
2003-ban megjelent az eddigi legismertebb albumuk a The Dark Side of the Moon 30. évfordulós ünnepi kiadása Super Audio CD (SACD) változatban. Az album új borítót kapott, de a belső borítón láthatóak az eredeti kiadás borítói, belső képei is. Ugyanebben az évben jelent meg a Classic Albums: The Making of The Dark Side of the Moon című 92 perces dokumentumfilm, amely a The Dark Side of the Moon készítéséről szól. A film nézői beleshetnek a kulisszák mögé, ellátogathatnak az Abbey Road Studioba. A filmen beszél az albumról Gilmour, Waters, Mason és Wright is, valamint Alan Parsons hangmérnök és számos kritikus. 2004-ben megjelent Nick Mason könyve a Pink Floyd Inside Out – Kifordítva, amely az egyetlen olyan könyv a Pink Floydról, melyet az együttes egyik tagja írt. Mason a könyv megjelenését követően promóciós turnéra indult vele, számos amerikai és európai nagyvárosban megfordult, a budapesti dedikálásra is rengeteg rajongó látogatott el.
2003. október 30-án meghalt Steve O’Rourke, a zenekar menedzsere.

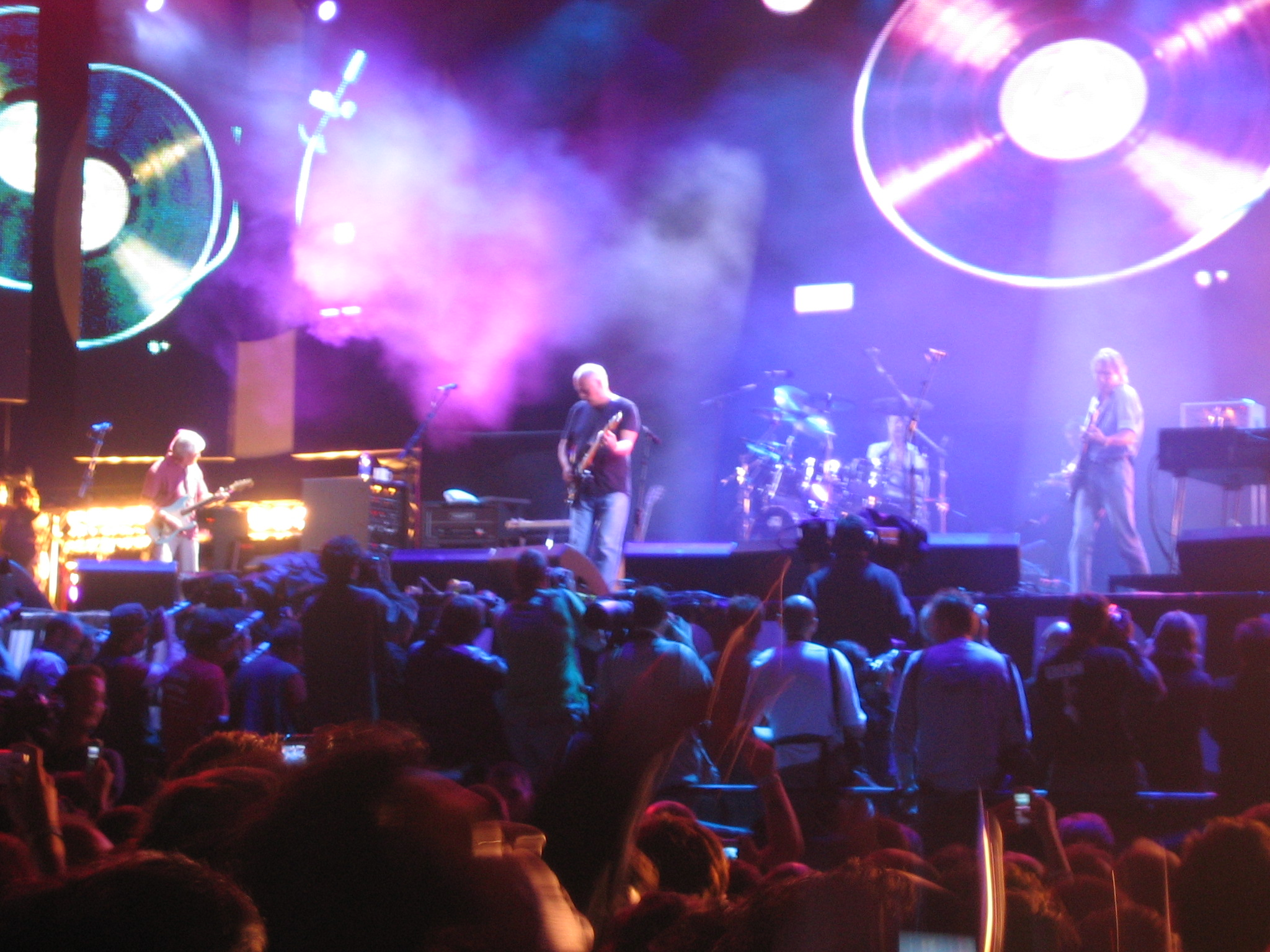
A Pink Floyd Londonban a Live 8 rendezvényen (2005)

Két évvel később 2005. július 2-án újra összeálltak egy előadásra a londoni Live 8 koncertre. Ezen a napon csatlakozott hozzájuk Roger Waters is, akinek 24 éve ez volt az első fellépése Gilmourékkal. A Pink Floyd újraegyesülése volt a koncert legnagyobb szenzációja. A következő dalok szólaltak meg: Breathe (In The Air), Wish You Were Here, Money és a Comfortably Numb. A fellépés végén Gilmour annyit mondott, hogy "nagyon szépen köszönjük, jó éjszakát" és elindult lefelé a színpadról, de Waters visszahívta egy közös fotózásra, ez a fénykép lett a Live 8 leghíresebb fotója. A koncert utáni hetekben jelentősen nőttek a Pink Floyd albumok eladási mutatói: Echoes: The Best of Pink Floyd 1343%-os, a The Wall 3600%-os, a Wish You Were Here 2000%-os, a The Dark Side of the Moon 1400%-os, az Animals 1000%-os növekedést ért el az utóbbi évek eladásaihoz képest. Gilmour a koncert utáni eladási növekedésekből származó bevételét jótékonysági célokra fordította, és erre szólította fel a Pink Floyd többi tagjait is. 2005. november 16-án az együttest ünnepélyesen felvették a UK Music Hall of Famebe. A ceremóniát Pete Townshend vezette, Gilmour és Mason személyesen is jelen volt, Wright szemműtéte miatt nem tudott jelen lenni, Waters pedig egy videófelvételen jelent meg Rómából.
David Gilmour 2006. március 6-án megjelentette harmadik szóló lemezét az On an Island-et, és egy rövid turnéra indult Európába, és Észak-Amerikába. A koncerteken fellépett Richard Wright is, aki az albumon elkészítésében is közreműködött. Roger Waters 2006-ban világ körüli turnéra indult, melynek középpontjában a The Dark Side of the Moon állt, majd 2011-ben a The Wall anyagát turnéztatta meg. A turné 2011. május 12-ei, a londoni O2 arénában tartott koncertjén 1-1 szám erejéig David Gilmour és Nick Mason is együtt játszott Waters-szel.

#### További tervek
Rengeteg rajongó fejezte ki reményét, hogy londoni Live 8 koncert után újra összeállnak egy turnéra.
2006. január 31. David Gilmour a La Repubblica-ban kijelentette, hogy ő befejezte a Pink Floyddal és ezután a szólókarrierjének és a családjának kíván élni. Megemlítette, hogy egyetértett azzal, hogy a Live 8 koncerten újra együtt játszott Watersszel ám ennek oka az "ügy" volt.
2008. május 28-án David Gilmour, Nick Mason, Roger Waters és Richard Wright megállapodtak, hogy újra összeállnak egy közös Pink Floyd fellépés erejéig, hogy eljátszhassák a nagy slágereket. Az időpont és a helyszín még ismeretlen, de a fellépésre egyikőjük sem mondott nemet.
2008. szeptember 15-én, hatvanöt éves korában, angliai otthonában meghalt a zenekar billentyűjátékosa, Richard Wright. A muzsikus rákbetegségben szenvedett.

## Koncertek
A Pink Floyd híres lebilincselő koncertjeiről, melyek során zenéjüket szélsőséges látványelemekkel társították, így maguk az előadók másodlagossá váltak. Sosem használtak óriási kivetítőket, melyeken ők voltak, mert szerintük „úgysem csináltak sok mindent”. Ehelyett inkább rövid filmeket, klipeket vetítettek.

## Diszkográfia
Pályafutása során a Pink Floyd 15 stúdióalbumot, 3 koncertfelvételt, egy félig koncert-, félig stúdióalbumot és több válogatást adott ki.
Stúdióalbumok
- The Piper at the Gates of Dawn (1967)
- A Saucerful of Secrets (1968)
- Music from the Film More (1969)
- Ummagumma (1969)
- Atom Heart Mother (1970)
- Meddle (1971)
- Obscured by Clouds (1972)
- The Dark Side of the Moon (1973)
- Wish You Were Here (1975)
- Animals (1977)
- The Wall (1979)
- The Final Cut (1983)
- A Momentary Lapse of Reason (1987)
- The Division Bell (1994)
- The Endless River (2014)

## A zenekar tagjai

### Hivatalos tagok
- Syd Barrett – gitár, ének (1964–1968)
- David Gilmour – gitár, ének (1968-2008)
- Roger Waters – basszusgitár, ének (1964–1985)
- Nick Mason – dobok, ütőhangszerek (1964-2008)
- Richard Wright – billentyűs hangszerek (1964–1979, 1988-2008)
- Bob Klose – gitár (1964-1965)

### Híres vagy gyakori közreműködők
Az alábbi művészek nem a Pink Floyd tagjai, de munkájuk fontos volt a stúdióban és a koncerteken:
- Sam Brown – vokál
- Jon Carin – billentyűs hangszerek, vokál, zeneszerzés
- Bob Ezrin – producer, billentyűs hangszerek, zeneszerzés
- Ron Geesin – hangszerelés, zeneszerzés
- Roy Harper – ének
- Michael Kamen – hangszerelés, billentyűs hangszerek
- Carol Kenyon – vokál
- Dick Parry – szaxofon
- Guy Pratt – basszusgitár, vokál
- Tim Renwick – gitár
- Clare Torry – ének, vokál
- Gary Wallis – ütőhangszerek
- Snowy White – gitár

## Tagok
A Pink Floyd tagjai és stúdióalbumaik megjelenése.

## Bibliográfia
- Vernon Fitch: The Pink Floyd Encyclopedia (3. kiadás), 2005. ISBN 1-894959-24-8
- Cliff Jones: Another Brick in the Wall: The Stories Behind Every Pink Floyd Song, 1996. ISBN 0-553-06733-8
- Nick Mason: Inside Out: A Personal History of Pink Floyd, 2004. ISBN 0-297-84387-7 (a 2005-ös kiadásban (ISBN 0-7538-1906-6) a Live 8-ről is szó van)
  - Magyarul: Pink Floyd – Inside Out – Kifordítva, 2005. ISBN 963-218-892-6
- Barry Miles: Pink Floyd: An Illustrated Documentary, 1982. ISBN 0-399-41001-5
- Julian Palacios: Lost in the Woods: Syd Barrett and the Pink Floyd, 2001. ISBN 0-7522-2328-3
- Nicholas Schaffner: Saucerful of Secrets: The Pink Floyd Odyssey, 1991. ISBN 0-517-57608-2
- The Amazing Pudding, 1982–1992. (rajongói magazin)
- Mark Blake. Comfortably Numb – The Inside Story of Pink Floyd. Da Capo Press (2008). ISBN 0306817527[halott link]

### Magyarul
- Ürmös Attilaː Pink Floyd; Cartafilus, Budapest, 1995 ISBN 963-85486-0-6
- Nick Masonː Pink Floyd. Inside out – kifordítva. Az én történetem; szerk. Philip Dodd, ford. Ottlik András; Rock Hard Kft., Budapest, 2005 ISBN 963-218-892-6
- Glenn Poveyː Echoes. A Pink Floyd története; ford. Wolf Péter; Cartaphilus, Budapest, 2008
- Hugh Fielder: Pink Floyd. Behind the wall. A teljes pszichedelikus történelem 1965-től napjainkig; ford. Varga Csaba; Álomgyár, Budapest, 2021 (Történelem a dalok mögött)
- Georg Purvis: Pink Floyd a '70-es években; ford. Wolf Péter; Corvina, Bp., 2022

### Hivatalos oldalak
- A Pink Floyd hivatalos brit honlapja Archiválva 2009. március 18-i dátummal a Wayback Machine-ben
- A Pink Floyd hivatalos amerikai honlapja
- Roger Waters hivatalos honlapja
- David Gilmour hivatalos honlapja
- Storm Thorgerson hivatalos honlapja

### Egyéb
- Nick Mason-interjú a Népszabadságban
- Pink Floyd.lap.hu
- Magyar Pink Floyd Klub
- A Pink Floyd-sztori (magyar)
- Brain Damage – Pink Floyd hírek
- Pink Floyd Online
- The Pink Floyd Fan Club
- The Pink Floyd Fandom
- Pink Floyd & CO
- Allfloyd.com – The Site for Pink Floyd Fans
- The Pink Floyd Hyperbase
- Another Link on the Wall – linkgyűjtemény
- Allmusic biography